# 葛剑雄
葛剑雄（1945年12月15日—），籍贯浙江绍兴，生于浙江省吴兴县南浔镇（今湖州市），中华人民共和国歷史地理学家，中央文史研究馆馆员，复旦大学中国历史地理研究所教授、博士生导师，现任全国政协委员会委员，曾任复旦大学图书馆馆长。2024年3月起任香港中文大学（深圳）图书馆馆长、人文社科学院客座教授。

## 生平
曾任复旦大学中国历史地理研究所所长、复旦大学历史地理研究中心主任、复旦大学图书馆馆长、复旦大学学术委员会委员兼人文分委员会副主任、复旦大学学术规范委员会委员，教育部社科委员会委员、学风建设委员会副主任，中国地理学会历史地理专业委员会主任，国际地圈生物圈中国委员会委员，HISTORICAL GEOGRAPHY（《历史地理学报》）编委，并任国际历史人口委员会委员、中国史学会理事、中国秦汉史研究会副会长、上海市历史学会副会长。曾任全国政协常委、上海市人民政府参事，上海市政协常委，上海中山文化交流会副会长。是中国历史地理学、中国历史、人口史、移民史等方面研究的著名专家。
葛剑雄师从中国著名历史地理学家谭其骧，1983年与周振鹤一起获得博士学位，是中华人民共和国历史上的首批文科博士。曾参加中国“人文学者南极行”活动，多次在哈佛大学、剑桥大学等国际著名高等学府进行学术交流。被国务院学位委员会、教育部评为“作出突出贡献的中国博士学位获得者”。发表史学专著20余部、论文百余篇。2001年起主持与哈佛大学燕京学社合作的中国历史地理信息系统（CHGIS）的研究工作，参与《中华大典》的部分内容的编纂。
2020年，葛劍雄擔任王者榮耀學術顧問。
2024年3月起，葛剑雄就任香港中文大学（深圳）图书馆馆长。

## 言論爭議
2021年6月，葛剑雄的一段演讲《我们应该怎样对待历史》在中国境内外互联网流传，其中“反对历史虚无主义”“历史就是维护当代政治、政权合法性”等观点引发争议。他本人回應批評称自己多年不曾改變「宣傳有紀律」才能「學術無禁區」，“網路與媒體屬於宣傳”等觀點。他同時認為「當代史」是政治而非學術，如同古代所修官史，有維護當時政權合法性的功能。學術研究要實事求是，發表則要維護當時的國家利益。

## 著作
- 《西漢人口地理》(1986) 国内统一书号: 11001-812
- 《統一與分裂》(1994) ISBN 9787108006073
- 《中国历代疆域的变迁》(1997) ISBN 9787100024259
- 《中国移民史》(1997) ISBN 9787211029303
- 《歷史學是什麼》(2002) ISBN 9787301055939
- 《四海同根:移民与中国传统文化》(2004) ISBN 9787203049210
- 《中国人口史》(2005) ISBN 9787309043020
- 《走非洲》(2005) ISBN 9787506331913
- 《往事和近事》(2007) ISBN 9787108026415

## 节目
- 2003年：央视与凤凰卫视纪录片《走进非洲》中担任北非线摄制组主持人之一。
- 2011年1月24日：湖南卫视文化类节目《非常靠谱》單期节目嘉宾。
- 2012年9月5日：央视一套讲座式节目《开讲啦》單期演讲嘉宾。
- 2019年：央视四套文化类节目《中国地名大会》节目嘉宾。